# Aquest mort està molt viu
Aquest mort està molt viu (títol original: Weekend at Bernie's) és una pel·lícula estatunidenca dirigida per Ted Kotcheff, estrenada l'any 1989. La pel·lícula coneixerà una continuació: Aquest mort està molt viu II .Ha estat doblada al català.

## Argument
Larry i Richard tenen l'ambició de triomfar en la societat d'assegurances on treballen. Havent descobert problemes de pagament sobre les assegurances de vida, prevenen el seu cap, Bernie, que no és cap sant i projecta treure-se'ls de sobre. Quan arriben a casa seva, resulta ser ell qui ha mort.

## Repartiment
- Andrew McCarthy: Larry Wilson
- Jonathan Silverman: Richard Parker
- Catherine Mary Stewart: Gwen Saunders
- Terry Kiser: Bernie Lomax
- Don Calfa: Paulie
- Gregory Salata: Marty
- Louis Giambalvo: Vito
- Catherine Parks: Tina
- Ted Kotcheff: Jack Parker
- Jason Woliner: El noi a la platja